# Norte Piauiense
Norte Piauiense is een van de vier mesoregio's van de Braziliaanse deelstaat Piauí. Zij grenst aan de mesoregio's Centro-Norte Piauiense, Noroeste Cearense (CE) en Leste Maranhense (MA). De mesoregio heeft een oppervlakte van ca. 22.152 km². In 2006 werd het inwoneraantal geschat op 613.077.
Twee microregio's behoren tot deze mesoregio:
- Baixo Parnaíba Piauiense
- Litoral Piauiense

Mesoregio's: Centro-Norte Piauiense · Norte Piauiense · Sudeste Piauiense · Sudoeste Piauiense

Microregio's: Alto Médio Canindé · Alto Médio Gurguéia · Alto Parnaíba Piauiense · Baixo Parnaíba Piauiense · Bertolínia · Campo Maior · Chapadas do Extremo Sul Piauiense · Floriano · Litoral Piauiense · Médio Parnaíba Piauiense · Picos · Pio IX · São Raimundo Nonato · Teresina · Valença do Piauí